# 威爾遜 (印地安納州)
威爾遜（英語：Wilson）是位於美國印地安納州克拉克縣的一個非建制地區。該地的面積和人口皆未知。

## 地理
威爾遜的座標為38°26′40″N 85°49′47″W / 38.44444°N 85.82972°W，而該地的平均海拔高度為155米（即509英尺）。